# Gat de granja

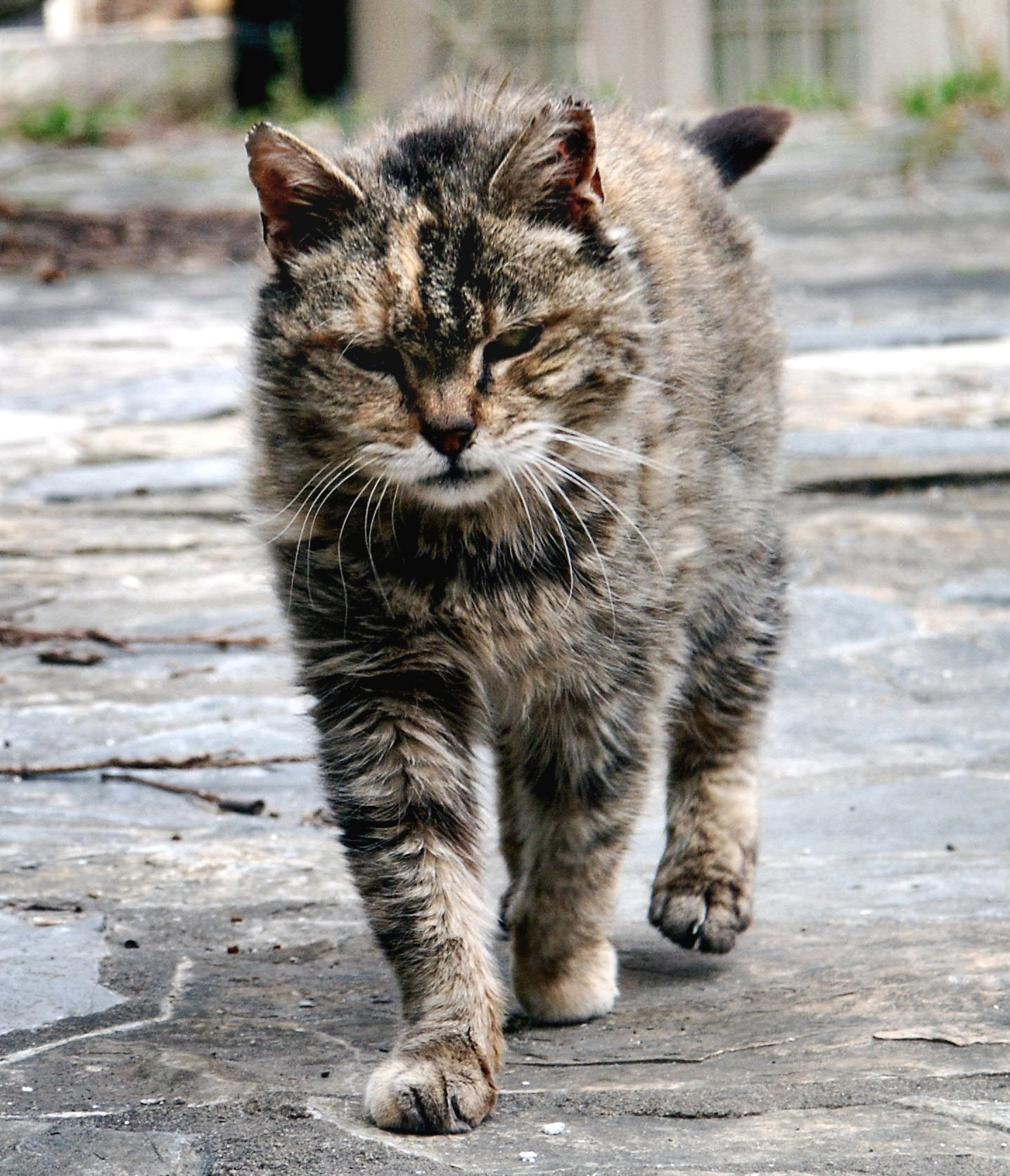
Gat de granja feral

Un gat de granja és un gat domèstic, sovint de raça mixta, que viu en condicions ferals o semiferals en una granja i es resguarda en edificis annexos. S'alimenta de rosegadors i altres animals petits que viuen a dins o prop d'aquests edificis i els camps de conreu. De fet, la necessitat d'evitar que els rosegadors contaminin o es mengin les reserves de gra podria haver estat el motiu inicial per domesticar el gat. Encara es fan servir per controlar les plagues de manera eficaç a les granges i els ranxos. Els gats cacen les poblacions inicials de rosegadors i les seves feromones eviten que n'arribin de noves.